# Шольп Олександра Євгенівна
Шольп Олександра Євгенівна (1905–1989) — українська радянська музикознавчиня і режисерка. Походила з Петербурга.
Дочка Євгена Шольпа, члена Державної думи 1 скликання від Київської губернії. Здобула музичну освіту в Ленінградському музичному технікумі (1931). У 1932—1935 — викладач музичних курсів у Ленінграді, 1936 — закінчила історико-теоретичний, 1940 — оперно-режисерський факультет Ленінградської консерваторії. Навчалася в Анатолія Дмитрієва та Бориса Асаф'єва.
У 1938—1941 та 1944—1947 — режисер-постановник Одеського театру опери та балету, режисер-педагог оперного класу Одеської консерваторії у 1938—1941 та 1944—1952, а в 1952—1955 — у Львівській консерваторії. У 1955—1971 працювала старшим викладачем кафедри теорії музики Київської консерваторії, викладаючи курс оперної драматургії.
Поставила оперу М. Вериківського «Сотник» (за мотивами Т. Шевченка) в Одеській опері (1939), Львівській оперній студії (1954) і на Київській студії телебачення (1958).
У 1966 захистила кандидатську дисертацію «Чайковський у боротьбі за реалістичний стиль». Праці на музичну тематику, зокрема про співаків Б. Гмирю, Ларису Руденко та ін. Її перу належить монографія «„Евгений Онегин“ Чайковского» (М., 1982).